# Ludwig Burmester
Ludwig Ernst Hans Burmester (5 de mayo de 1840 – 20 de abril de 1927) fue un geómetra alemán, especializado en cinemática. Su nombre está asociado a las plantillas Burmester, utilizadas en dibujo técnico tradicional para representar curvas. 

## Biografía
Sus padres fueron el viverista Gottfried Burmester y Wilhelmine Weigel. A la edad de 14 años comenzó su aprendizaje en un taller de mecánica de precisión de Hamburgo, frecuentando la Escuela Politécnica de Otto Jennssen. Interesado en el telégrafo, se trasladó a Berlín a trabajar en Siemens & Halske, donde construyó una máquina de este tipo.

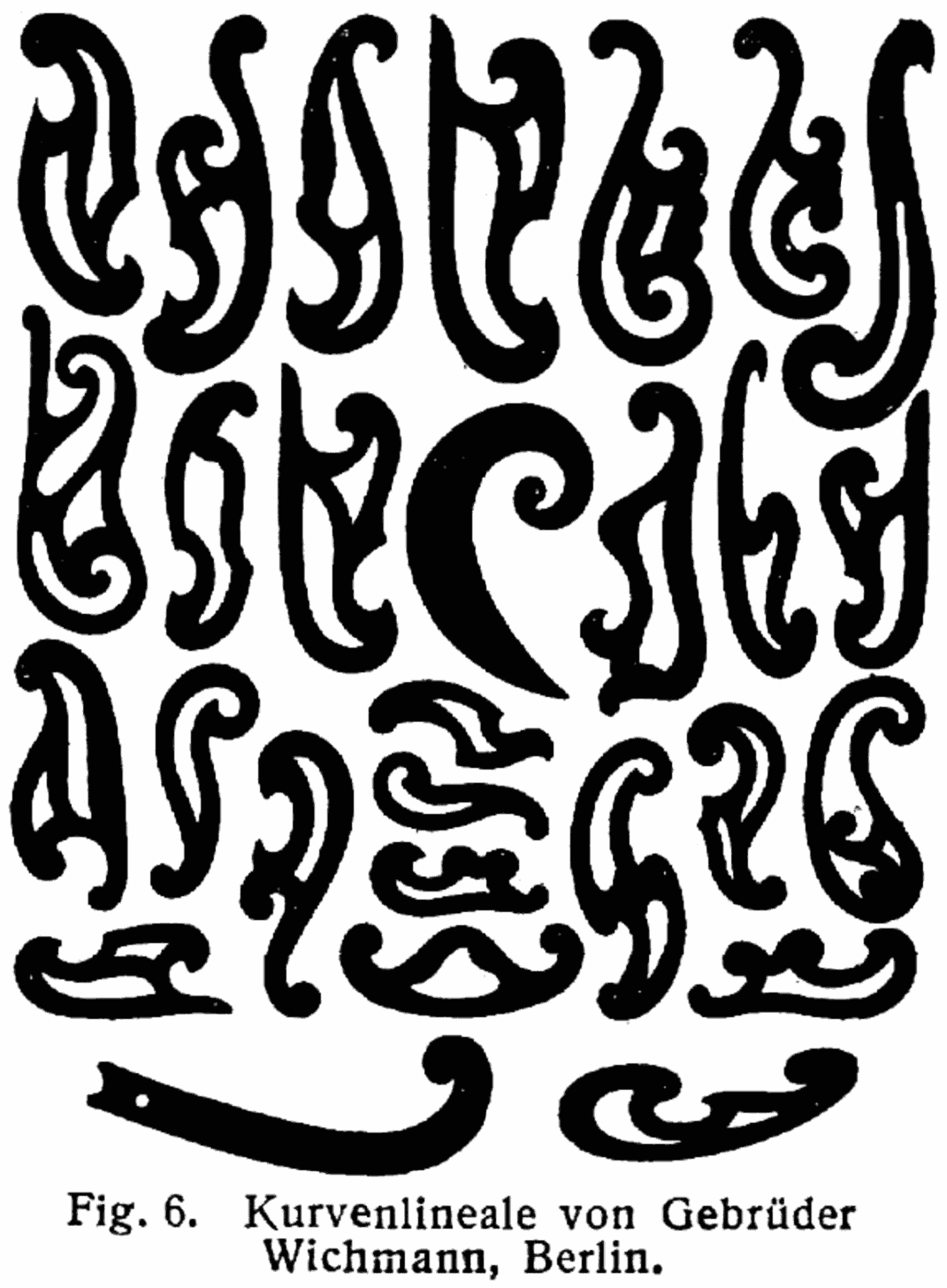
Siluetas de distintas curvas Burmester

Posteriormente estudió en Dresde, Gotinga y Heidelberg. En su tesis doctoral presentada en la Universidad de Gotinga, titulada "Über die Elemente einer Theorie der Isophoten" (Sobre los elementos de una teoría de las isofotas), estudiaba las líneas formadas sobre una superficie definidas por una dirección de luz. Después de un periodo como profesor en Łódź, obtuvo el puesto de profesor de geometría sintética en Dresden, en la Politécnica Real de Sajonia. Allí coincidió con el físico Christian Otto Mohr que en aquella época estaba desarrollando sus investigaciones en ingeniería mecánica acerca del círculo de Mohr.
Su creciente interés por la cinemática se plasmó con su participación en la obra "Lehrbuch der Kinematik, Erster Band, Die ebene Bewegung" (Libro de Texto de Cinemática, Primer Volumen, Movimiento Plano) de 1888, desarrollando una aproximación a la teoría de acoplamiento mecánico introducida por Franz Reuleaux, por la que un mecanismo planar se entiende como una colección de planos euclidianos en movimiento relativo con un grado de libertad. Burmester consideró la teoría de la cinemática planar sobre prácticamente todos los mecanismos reales conocidos en su tiempo. Para ello, desarrolló la denominada teoría de Burmester, que aplica la geometría proyectiva al lugar de los puntos en el plano que se mueven en líneas rectas y en círculos, donde cualquier movimiento puede ser definido en relación con cuatro puntos de Burmester.
En 1884 fue elegido miembro de la Academia Leopoldina. En 1887 comenzó a trabajar como profesor de geometría descriptiva y cinemática en la Universidad Técnica de Múnich.
En 1905 se convirtió en miembro honorario de la Academia de Ciencias de Baviera y 1906 se le otorgó el doctorado honorario por la Universidad de Hannover.

## Eponimia
- El mecanismo de Burmester de 1888 es una conexión de cuatro barras cuya curva de acoplamiento es una línea aproximadamente recta (véase también el mecanismo de Watt).[8]
- Las plantillas Burmester (un juego de plantillas que se utilizaban tradicionalmente para rotular curvas cónicas, también conocidas como "curvas francesas") llevan su nombre.
- La Teoría de Burmester, desarrollo matemático que describe el comportamiento cinemático de los mecanismos.